# Köröskulturen

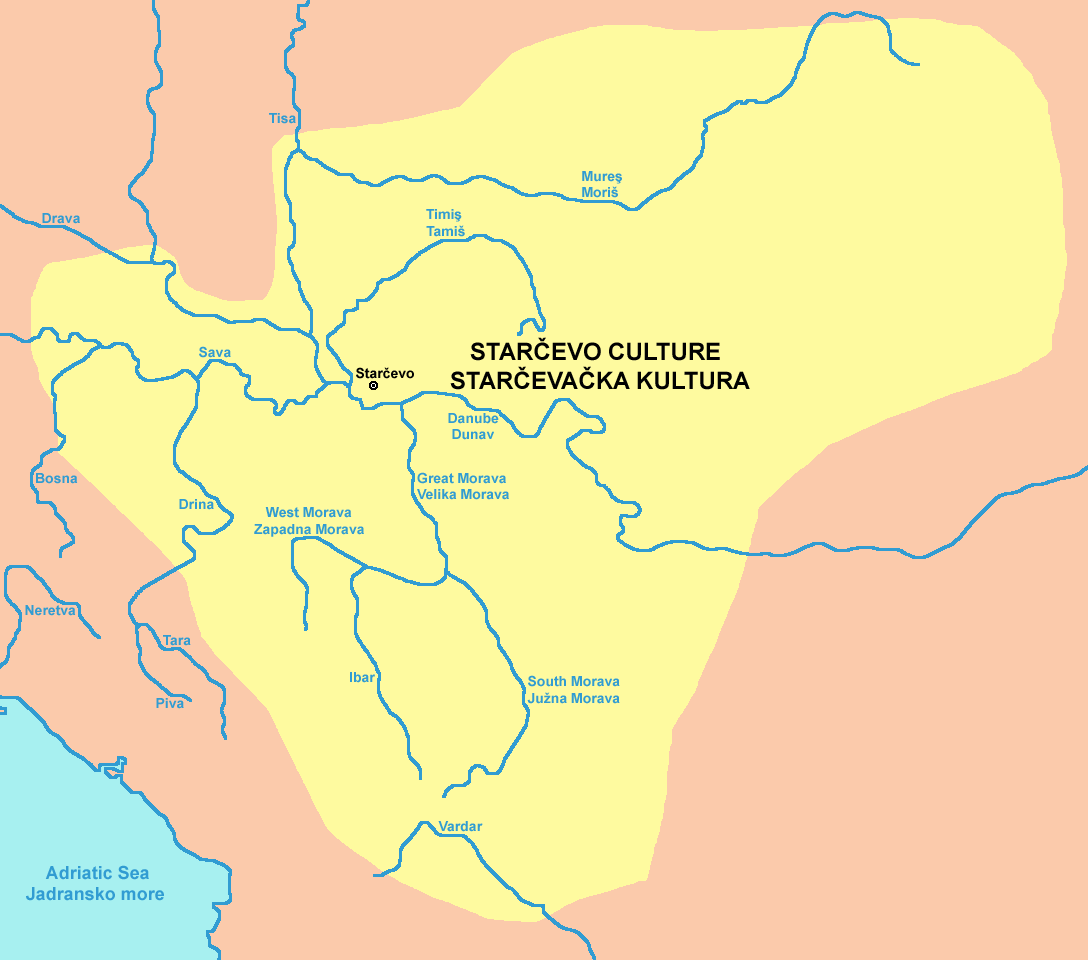

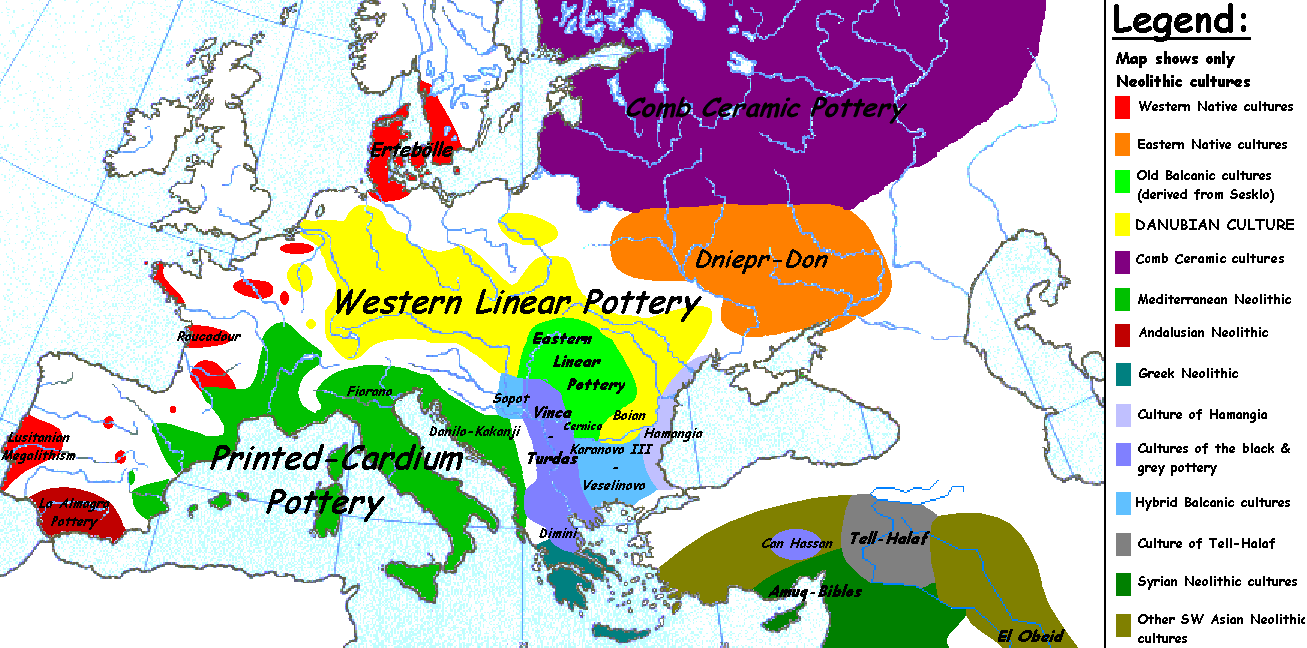
Karta som visar gamla Balkankulturer som härstammar från Sesklo i det neolitiska Europa, ca 4500 f.Kr.

Köröskulturen är den äldsta jordbrukskulturen i Ungern, det är också samlingsnamnet för neolitiska kulturer på Balkan.
Boplatserna finns längs floden Tisza och dess bifloder. Köröskulturen är en variant av den jugoslaviska Starčevokulturen och den rumänska Crişkulturen. Känneteckande är bl.a. flerfotade kärl.
Balkans första bönder med lerkärl bebodde ett mycket omfattande territorium, där de olika kulturerna fått namn efter olika viktigare fyndplatser, däribland Starčevo, som är en neolitisk boplats vid Donaus strand utanför Belgrad. Starčevo är namngivande för en keramikstil och därmed associerad kultur i Serbien. Starčevokulturen är en tidigneolitisk kultur i f.d. Jugoslavien, som motsvaras av Körös i Ungern, Criş i Rumänien, Maritza i Bulgarien och Pre-Sesklo i Grekland. Dessa kulturer tycks ha uppstått genom kulturimpulser som troligen införts av kolonister utifrån och som följde floddalarna från Egeiska havet uppåt. En viktig sådan kulturväg tycks ha representerats av floderna Varda och Körös, men Västbulgarien kan mycket väl ha nåtts direkt längs Struma lika väl som genom Moravas och Donaus dalgångar. Det kan vara ett viktigt faktum i sammanhanget att starčevofolket odlade enkorn och hirs, som båda har vilda prototyper på södra Balkan, men det måste betraktas som signifikativt att de skäror som användes har mycket nära motsvarigheter i Västasien. Starčevokulturen anses vara en fortsättning av neolitiska kulturer i Främre Asien.   
Boplatserna var i regel anlagda på höjder och var bebodda under en längre tid, varför ett slags boplatshögar, s.k. tells har bildats. Man har funnit fyrkantiga hus med lerputs och lergolv. gravarna som ofta fanns på boplatserna eller nära dem var hockergravar med gravgåvor av finare keramik som kunde vara dekorerad i spiralmönster med röd och vit färg. Kärlen var klot- eller halvklotformade med liten ståyta och i Körösdalen finner man osymmetriska flaskor med genomborrade öron, förmodligen avsedda att bindas på ryggen. Dessutom fanns hos Starčevokulturen grov keramik med primitiv dekoration. Stämplad dekor var vanlig, men man använde inte som i delar av medelhavsområdet cardiumskal till detta ändamål; andra vanliga varianter representeras av rabbad yta och skulpturala reliefer, däribland avbildningar av människor och djur. Det allmänna bruket av den egeiska musslan Spondylus gaederopus som råvara till pärlor och armband visar att man hela tiden höll kontakt söderut. Till de kulturalster som mycket väl kan ha förvärvats från de mer bofasta bybor vilkas boplatskullar hade börjat växa i Grekland och på södra Balkan hör lersigill, som tydligen representerar "barbariska" versioner av de ursprungligen asiatiska stämpelsigillen av sten, marmorkärl, gudabilder av ben och lera och fyrbenta keramikstativ som kan ha tjänat något kultiskt syfte.